# Campos Novos Paulista
Campos Novos Paulista est une municipalité brésilienne de l'État de São Paulo et la Microrégion d'Assis.

## Démographie
| Évolution de la population (municipalité) | Évolution de la population (municipalité) | Évolution de la population (municipalité) | Évolution de la population (municipalité) |
| Année                                     | Population                                |                                           | %±                                        |
| ----------------------------------------- | ----------------------------------------- | ----------------------------------------- | ----------------------------------------- |
| 1920                                      | 12 811                                    |                                           |                                           |
| 1950                                      | 3 734                                     |                                           | —                                         |
| 1960                                      | 4 130                                     |                                           | 10,6%                                     |
| 1970                                      | 4 148                                     |                                           | 0,4%                                      |
| 1980                                      | 3 792                                     |                                           | −8,6%                                     |
| 1991                                      | 4 015                                     |                                           | 5,9%                                      |
| 2000                                      | 4 181                                     |                                           | 4,1%                                      |
| 2010                                      | 4 539                                     |                                           | 8,6%                                      |
| 2022                                      | 4 888                                     |                                           | 7,7%                                      |
| ,                                         |                                           |                                           |                                           |